# 公権力
公権力（こうけんりょく、英: Governmental authority）とは、国家や公共団体による統治において、物理的な力により執行する、服従しなければ刑罰を科すと告知するなどの方法により、国民に対して命令し強制する権力をいう。また、そういった力を行使する主体となる警察・検察・裁判所・税務署・軍隊などの機関を指す。国家が公権力を持つことで、万人の万人に対する闘争と呼ばれる国内の無秩序状態を回避できる。
代表的な例は逮捕・収監・召喚のほか、行政処分（強制収用・徴税・かつての徴兵）などがこれに当たる。

## 日本における公権力の行使
- 行政手続法 2条2号 - 処分　行政庁の処分その他公権力の行使に当たる行為をいう。
- 行政不服審査法 1条・2条
- 行政事件訴訟法 3条 - 行政処分
- 国家賠償法 1条 - 行政指導、国公立の学校教育

## フランス語における「Force publique」や英語における「Public Force」
フランス語: Force publiqueや英語: Public Forceとは、公の利益に資することを目的とした、物理的な有形力の正統かつ合法な使用が、確保されている力のことである。この用語は、幅広く且つ緩やかに定義され、また、警察や軍隊を指して使用されることもある。

### 元々の用法
この概念が最初に使用されたのは、1789年のフランス人権宣言においてである。
 Article XIII - For the maintenance of the public force and for the expenditures of administration, a common contribution is indispensable; it must be equally distributed between all the citizens, by reason of their faculties [i.e., ability to pay].
この宣言は、市民と暴力の正統な使用との間における関係を規定するために求められた。アングロ・サクソン諸国における類似の人権宣言等と異なり、このような力に対抗するための市民の権利よりも、このような力の存在に貢献するための市民の義務の方に重点・力点が置かれている。

### 更なる用法
この概念は、例えばトーマス・ジェファーソンの6回目の一般教書演説など、他の国々においても使用された。